# Dahudian (köpinghuvudort i Kina, Heilongjiang Sheng, lat 47,53, long 123,81)
Dahudian (kinesiska: 达呼店, 达呼店镇) är en köpinghuvudort i Kina. Den ligger i provinsen Heilongjiang, i den nordöstra delen av landet, omkring 290 kilometer nordväst om provinshuvudstaden Harbin. Antalet invånare är 35 289. Befolkningen består av 17 514 kvinnor och 17 775 män. Barn under 15 år utgör 14,0 %, vuxna 15-64 år 78 %, och äldre över 65 år 6,0 %.
Runt Dahudian är det tätbefolkat, med 383 invånare per kvadratkilometer. Dahudian är det största samhället i trakten. Trakten runt Dahudian består till största delen av jordbruksmark.
Genomsnittlig årsnederbörd är 632 millimeter. Den regnigaste månaden är juli, med i genomsnitt 204 mm nederbörd, och den torraste är januari, med 5 mm nederbörd.